# Matka Boska z Dzieciątkiem i aniołami
Matka Boska z Dzieciątkiem i aniołami (wł. Lippina) – obraz renesansowego włoskiego malarza Fra Filippa Lippiego.
Dzieło początkowo znajdowało się w willi Medyceuszy w Poggio. W 1796 roku trafiło do galerii Uffizi we Florencji, gdzie znajduje się do dziś w sali Filippo Lippiego.
Obraz stanowi połączenie zadumy i kontemplacji z pogodnym nastrojem. Matka Boska przedstawiona została z półprofilu, na tle obramowania okiennego i skalistego krajobrazu. Ubrana została, zgodnie z ówczesną modą, w szykowną niebieską szatę. Na głowie ma wyszukaną fryzurę z welonem i perłami. Jej twarz przepełniona jest powagą i nawiązuje do przyszłych wydarzeń, do śmierci Chrystusa na krzyżu, na co może wskazywać również góra Golgota w tle. Dzieciątko spogląda na nią i dotyka jej ramienia uspokajając ją. Małego Jezusa trzymają dwaj aniołowie. Jeden z nich uśmiecha się co stanowi kontrast do powagi Marii. Wesoły nastrój anioła przywołuje radosne wydarzenie narodzenia Zbawcy.
Sposób namalowania obrazu przez Lippiego, zastosowanie wysokiego horyzontu, krajobraz widziany z góry, grę świateł i cieni był w późniejszym czasie naśladowany przez florenckich malarzy.